# 坎波拉
坎波拉（義大利語：Campora），是意大利萨莱诺省的一个市镇。总面积29平方公里，人口489人，人口密度16.9人/平方公里（2009年）。ISTAT代码为065023。